# Mše Pavla VI.
Mše Pavla VI. nebo též řádná forma římského ritu , či Novus Ordo Missae (zkráceně NOM) je označení pro způsob liturgického slavení v římskokatolické církvi podle misálu papeže Pavla VI., který byl zveřejněn v roce 1969 a vydán roku 1970, tedy po II. vatikánském koncilu. Vydáním nového misálu reagoval Pavel VI. na návrhy koncilu k změnám liturgického slavení. Současná oficiální latinská verze je třetím upraveným vydáním tohoto misálu a byla vydána roku 2002 během pontifikátu Jana Pavla II. Mše podle misálu Pavla VI. je v současné době řádnou formou římského ritu a je nejslavenější mší v římskokatolické církvi (forma ordinaria). Mimořádnou formou (forma extraordinaria) je (dle rozhodnutí Benedikta XVI. v dokumentu Summorum pontificum) starší (tzv. gregoriánská, či nesprávně tridentská) mešní liturgická forma, posledně takzvaně typicky vydána v misálu za pontifikátu Jana XXIII. Pro označení misálu vydaného Pavlem VI. se taktéž lze setkat s označením Novus Ordo Missae (NOM), které vychází z označení použitého Pavlem VI. v projevu roku 1976, v oficiálních dokumentech se ale nyní nepoužívá. 

## Průběh

### Úvodní obřady

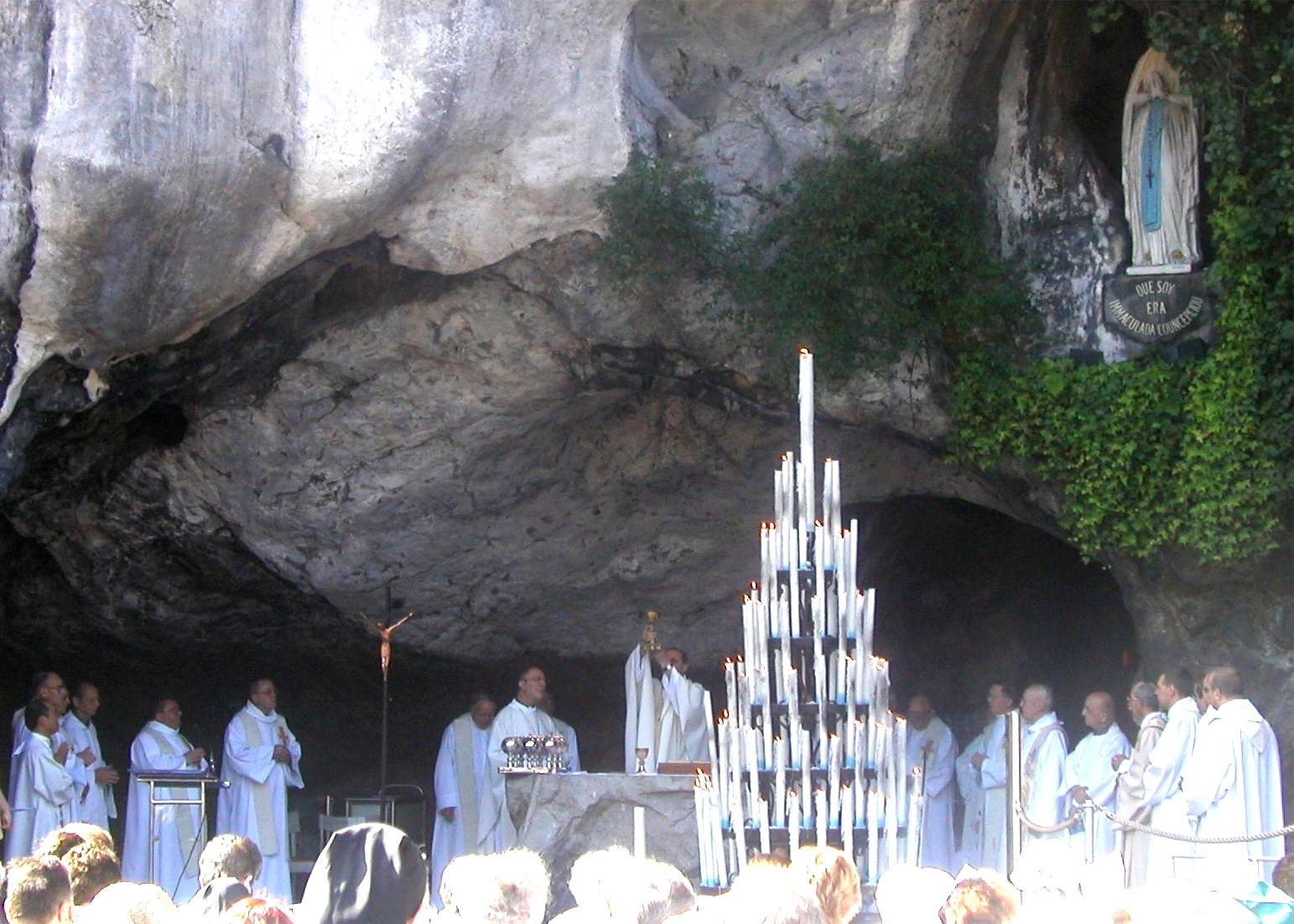
Mše v Lurdech 26. července 2006. Hlavní celebrant právě pozvedá kalich po proměňování.

Mše začíná příchodem kněze, jáhna a dalších přisluhujících, seřazených v průvodu, k oltáři. Tento průvod je doprovázen vstupním zpěvem věřících (v české praxi obvykle několik slok vhodné písně). Pokud se však nezpívá, přečte kněz po příchodu k oltáři vstupní antifonu, která vyjadřuje základní myšlenku daného liturgického dne (je možný o nedělích a svátcích též výkrop kostela svěcenou vodou). Vstupní antifona se označuje též jako Introit. Po ukončení vstupního zpěvu věřících nebo po přečtení vstupní antifony začne kněz velké znamení kříže, ke kterému se připojí věřící. Kněz věřící přivítá a vyzve je k úkonu kajícnosti sestávajícího z tichého sebezpytování věřících, všeobecného vyznání hříchů a modlitby kněze za odpuštění. Poté shromáždění zpívá či recituje opakovanou prosbu Pane smiluj se či Kyrie eleison. O nedělích (mimo dobu adventní a postní), slavnostech a svátcích následuje prastarý církevní chvalozpěv Sláva na výsostech Bohu neboli Gloria, po němž kněz vyzve věřící k modlitbě (Oremus) a pronese vstupní modlitbu obsahující hlavní prosbu daného liturgického dne.

### Bohoslužba slova
Poté následují čtení z Písma svatého. Ve všední den je to jen jedno čtení buď ze Starého, nebo Nového zákona, po něm následuje žalm, jenž je odpovědí věřících na vyslechnuté čtení a proto úzce souvisí s tématem tohoto čtení. Žalm by se měl zpívat. Není-li to možné, recituje se. Žalm by měl být responsoriální, tedy věřící by měli zpívat či recitovat jeho antifonu po každé sloce. Responsoriální žalm téměř vytlačil dříve užívanou antifonu Graduale. O nedělích, slavnostech a svátcích Páně se čte druhé čtení, které je vždy z Nového zákona. Nedělní druhá čtení nesouvisí s jinými čteními mše, neboť se čtou na pokračování o jednotlivých nedělích. Vyvrcholením bohoslužby slova je evangelium, jež je uvedeno buď alelujovým veršem (antifonou; v postní době bez „Aleluja“), v české praxi často slokou (mešní) písně. Je-li přítomen jáhen, přečte jej. Není-li, přečte ho kněz (dle hlasových dispozic duchovního lze též evangelium zpívat). Téma evangelia o nedělích a svátcích těsně souvisí s tématem prvního čtení, jež je vlastně jeho předobrazem. Kněz po slovech božích připojuje svůj výklad – krátkou homilii (kázání). Homilie je povinná o tzv. přikázaných svátcích, kdy mají věřící povinnost se zúčastnit bohoslužeb. V ostatních dnech není homilie povinná, ale doporučuje se.
O nedělích a slavnostech věřící zpívají či recitují vyznání víry Věřím v jednoho Boha neboli Credo. Bohoslužbu slova uzavírá všeobecná modlitba věřících (tzv. přímluvy).

### Slavení eucharistie
Slavení eucharistie (eucharistická bohoslužba) je tradičně uspořádáno podle novozákonních slov o Ježíšově jednání při jeho poslední večeři: vzal (tj. chléb, kalich s vínem; příprava darů) – vzdal díky (eucharistická modlitba) – lámal (lámání chleba) – dával (přijímání). 
Začíná se tedy přípravou chleba a vína (tzv. darů) za doprovodu vhodné písně, které vybraní věřící zpravidla přinášejí k oltáři. Kněz si po modlitbě obřadně myje ruce (tzv. lavabo) a vyzve věřící k prosbě k Bohu za přijetí předložených darů (Orate fratres). Přípravu darů zakončuje modlitba nad dary pronesená knězem.
Po modlitbě nad dary následuje vrchol slavení eucharistie, eucharistická modlitba (anafora). Zahajuje ji Preface neboli slavnostní zpěv kněze, v němž zaznívá díkůvzdání podle daného liturgického dne. Preface je zakončena zpěvem věřících Svatý, svatý, svatý neboli Sanctus, jehož druhou část tvoří Benedictus (Požehnaný, jenž přichází…). Po něm pronáší kněz delší sekvenci modliteb (vzývání Ducha svatého, připomenutí spásných činů Ježíšových, zvláště slov, jež podle evangelií pronesl při své poslední večeři – tzv. slova ustanovení, lidově "proměňování"), během níž jsou podle víry církve dary chleba a vína proměněny v Tělo a Krev Kristovu (viz transsubstanciace). Následují obecné prosby za církev a zemřelé, modlitba je zakončena doxologií a slavnostním Amen věřících. Anafora je vlastní eucharistií (česky "díkůvzdáním") nad chlebem a vínem. Pronáší ji z větší části kněz. Až na prefaci se víceméně nemění podle jednotlivých liturgických dob či svátků. Existuje však více eucharistických modliteb (v českém misále čtyři, další vydány dodatečně, mj. pro mše s dětmi), navazujících na různé starší tradice (jednou z nich je starobylý tzv. římský kánon). Zvláštní vsuvky mají mše za zemřelé či mše spojené s uzavřením manželství apod.
Po anafoře se věřící modlí modlitbu Páně (v delší verzi, podle Matoušova evangelia), doplněné modlitbou kněze (embolismus), na niž věřící odpovídají zvoláním "Neboť tvé je království i moc i sláva na věky", což je obvyklý závěr modlitby Páně v jiných křesťanských církvích. Následuje prosba o pokoj a pozdravení pokoje, které si věřící dávají vzájemně, většinou stisknutím ruky. Kněz (a jáhen) poté láme chléb k rozdělování věřícím, kteří zatím zpívají chvalozpěv Beránku Boží neboli Agnus Dei. Poté kněz ukáže jeden kousek proměněného chleba neboli hostii věřícím. Následuje rozdělování těla a krve Kristovy věřícím neboli přijímání (častěji pouze těla, tzv. přijímání podjednou), což je vlastně udělování jedné ze sedmi katolických svátostí. Při přijímání se zpívá vhodný zpěv. Pokud se nezpívá, přečte se antifona k přijímání určená pro daný liturgický den. Tato antifona se nazývá též Communio. Po skončení přijímání pronáší kněz modlitbu po přijímání určenou podle liturgického dne, nazývanou též Postcommunio.

### Závěrečné obřady
O nedělích zpravidla následují různá farní oznámení. Zakončením mše je požehnání kněze věřícím, a to buď prosté, nebo rozvedené modlitbami vztahujícími se k dané příležitosti, a závěrečné propuštění. Při odchodu kněze, jáhna a přisluhujících od oltáře je v české praxi zvykem zpívat píseň.

## Postavení kněze
Na rozdíl od tridentské mše se při mši Pavla VI. po druhém vatikánském koncilu spontánně uchytila praxe, že kněz mši vysluhuje obrácen čelem k věřícím (versus populum), ačkoliv koncil tento fakt vůbec nezmiňuje a ani misál z roku 1970 ho nijak neukládá, připouští pouze možnost takového slavení. 
Kněz tak může mši Pavla VI. naprosto legitimně sloužit obrácen i stejným směrem s lidem (ad orientem). Je nicméně doporučeno, aby byl oltář oddělen od stěny a bylo možné ho obcházet a slavit mši i versus populum. Proto byly pak v mnohých kostelech zřízeny nové oltáře blíže k lidu, které na rozdíl od oltářů starších tento požadavek splňují.

### Kritika
Celebrování čelem k lidu si našlo své odpůrce, zejména z řad tradicionalistů. Tuto praxi kritizoval ve svých dílech i papež Benedikt XVI., který však přesto postavení čelem k lidu vidí jako udržitelné, pokud je uprostřed oltáře postaven kříž, aby kněz i lid byli symbolicky obráceni směrem ke Kristu. Předchozí praxe postavení kněze a lidu jedním směrem (zpravidla k východu) symbolizovala společné obrácení věřících k Bohu a směřování k přicházejícímu Kristu. Kritici např. tvrdí, že obrácení směrem k lidu formuje obec do sebe uzavřený kruh a ze zorného pole se tak ztrácí Bůh. Postava kněze je tím vyvyšována a zatemňuje tak pohled na Krista.

## Jazyky a překlady

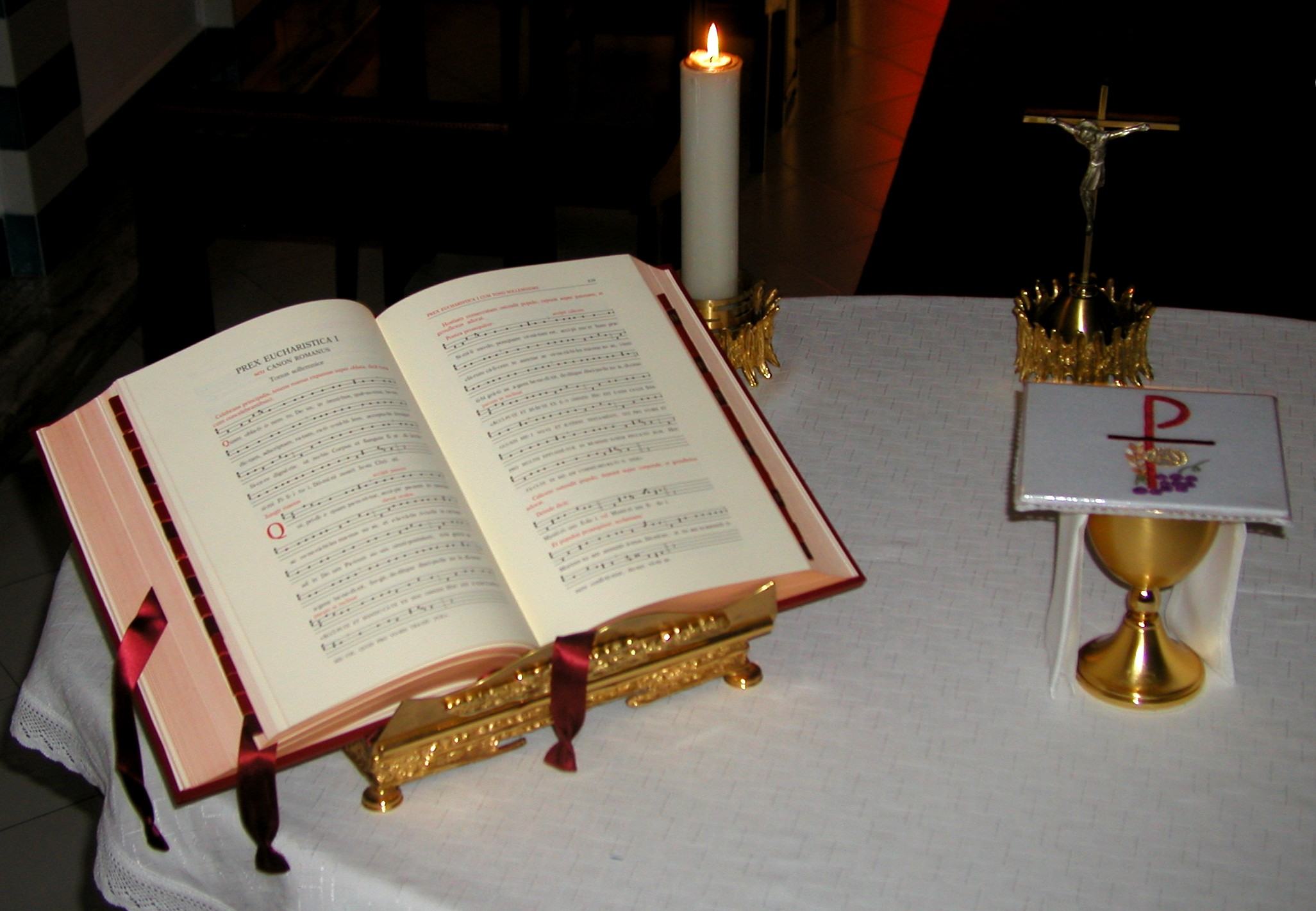
Nejnovější edice (2022) Missale Romanum.

Mše Pavla VI. může být slavena celá v národním jazyce. Za tímto účelem je oficiální latinský misál do národních jazyků překládán. V souvislosti s překlady se vyskytly taktéž některé sporné body, ke kterým se poté vyjadřovaly i kompetentní orgány římské kurie.

### Za mnohé/za všechny
Významným bodem se stal překlad latinského sousloví „pro multis“ (za mnohé). V mnoha národních misálech (včetně českého) je sousloví přeloženo jako „za všechny“. Výraz kněz pronáší při eucharistické modlitbě, kde opakuje Kristova slova při poslední večeři. V češtině doslova říká: „Vezměte a pijte z něho všichni: toto je kalich mé krve, která se prolévá za vás a za všechny na odpuštění hříchů.“ Např. Tomáš Stritzko, kněz FSSPX, označuje pronášení těchto slov za objektivně lživé a svatokrádežné.
V novozákonních textech, z nichž tato formulace vychází, totiž Mt 26,28 a Mk 14,24, se vyskytuje výhradně formulace „za mnohé“ (řecky περὶ πολλῶν nebo ὑπὲρ πολλῶν), nikoli  „za všechny“. Výraz „za všechny“ se v biblických textech v souvislosti s prolitím Kristovy krve výslovně neobjevuje, v 2 Kor 5,15 se nicméně říká, že Kristus „zemřel za všechny“ (ὑπὲρ πάντων ἀπέθανεν). 
Kongregace pro nauku víry v roce 1974 vydala prohlášení, v kterém praví, že o platnosti mše, kde jsou slova „pro multis“ přeložena ve významu „za všechny“, nemůže být pochyb. To v roce 2006 znovu potvrdila taktéž Kongregace pro bohoslužbu a svátosti. Na druhé straně však v roce 2001 Svatý stolec vydal instrukci Liturgiam authenticam, v které se praví, že při překladech oficiálního latinského znění do národních jazyků se musí postupovat, jak jen to je možné, co nejpřesnějším způsobem, bez vynechání či přidání významu a bez parafrází a glos. Ve zprávě Kongregace pro bohoslužbu a svátosti z října 2006 se mluví o tom, že překlad „za všechny“ není sice doslovný překlad slov, jak je Ježíš podle evangelií řekl, přesto se však jedná o správnou interpretaci Ježíšovy myšlenky, neboť platí dogma, že Ježíš zemřel za všechny lidi. Jelikož takovéto vysvětlení náleží spíše do oblasti katecheze, vybídla Kongregace jednotlivé biskupské konference, aby slova „pro multis“ překládaly doslovněji. Ke změně jako první (ač i tak se zpožděním) přistoupila maďarská biskupská konference v roce 2009 a nařídila svým kněžím, aby používali slova „za mnohé“.

## Kritika misálu Pavla VI.
Mše Pavla VI. se stále setkává s řadou kritiků, především z tradicionalistické větve katolíků. Někteří kritici vidí jako chybný misál Pavla VI. sám o sobě, jiní vidí problém pouze v jeho uplatňování v praxi. V druhém případě se někdy mluví o požadavku jakési „reformy reformy“. Do této skupiny spadají i někteří vysoce postavení církevní činitelé, např. sám papež Benedikt XVI. či bývalý sekretář Kongregace pro bohoslužbu a svátosti arcibiskup Malcolm Ranjith. Ten se například vyjádřil i tak, že to, co zástupci FSSPX někdy říkají ohledně liturgie, říkají z dobrých důvodů. Je rovněž odpůrcem přijímání věřících do rukou a velkým zastáncem liturgie podle misálu Jana XXIII.
| „                                  | Reformy musí pokračovat. Chybné pochopení II. vatikánského koncilu a vliv sekulárních ideologií přivodily stav, že pravý čas uplatnění II. vatikánského koncilu dosud vůbec nenastal. | “ |
| — Joseph Ratzinger (Benedikt XVI.) | |   |

Častým bodem kritiky je vedle možnosti přijímání do ruky místo rovnou do úst např. možnost mimořádného rozdávání eucharistie laiky (když není k dispozici vysvěcená osoba či řádný akolyta), možnost získat povolení pro ministrování žen apod. Kritizován je taktéž úpadek latiny a gregoriánského chorálu, ačkoliv koncilní dokument Sacrosanctum Concilium ukládá jejich zachování. Tentýž dokument taktéž požaduje, aby liturgická hudba odpovídala rázu svátosti, na což je kritiky taktéž poukazováno v souvislosti se zavedením moderních, včetně bicích, nástrojů do bohoslužeb.
| „                                                      | Latina, universální řeč Církve a gregoriánský chorál byly prakticky téměř všude odstraněny. Kostelní písně byly nahrazeny moderními písněmi, v podobném rytmu jako jsou písně v zábavních lokálech. Také náhlé zmizení církevního oděvu s tím, jak se kněží a řeholníci začali stydět ukazovat čím vlastně jsou, katolíky překvapilo. | “ |
| — Otevřený dopis bezradným katolíkům (Marcel Lefebvre) | |   |

Co se týče přímé kritiky obsahu misálu, ta se zaměřuje např. na snížení počtu modliteb a formulací, které prezentovaly posvátný charakter mše. Odpůrci taktéž tvrdí, že novější misál vynechává či zlehčuje tradiční katolickou nauku o obětní povaze mše svaté, zatímco starší forma ji prezentovala v její plnosti. Další říkají, že liturgická reforma byla udělána tak, aby mše byla přípustnější pro nekatolíky, čímž se přiblížila např. luterské bohoslužbě. Arcibiskup Annibale Bugnini, který byl jednou z vůdčích postav tvorby nového misálu, byl obviňován z toho, že sám byl svobodným zednářem.